# Skulsk (gemeente)
De gemeente Skulsk is een landgemeente in het Poolse woiwodschap Groot-Polen, in powiat Koniński.
De zetel van de gemeente is in Skulsk.
Op 30 juni 2004 telde de gemeente 6155 inwoners.

## Oppervlakte gegevens
In 2002 bedroeg de totale oppervlakte van gemeente Skulsk 84,86 km², waarvan:
- agrarisch gebied: 76%
- bossen: 6%

De gemeente beslaat 5,38% van de totale oppervlakte van de powiat.

## Demografie
Stand op 30 juni 2004:
| Omschrijving                   | Totaal | Totaal | Vrouwen | Vrouwen | Mannen | Mannen |
| ------------------------------ | ------ | ------ | ------- | ------- | ------ | ------ |
| eenheid                        | aantal | %      | aantal  | %       | aantal | %      |
| inwoners                       | 6155   | 100    | 3053    | 49,6    | 3102   | 50,4   |
| bevolkingsdichtheid (inw./km²) | 72,5   | 72,5   | 36      | 36      | 36,6   | 36,6   |

In 2002 bedroeg het gemiddelde inkomen per inwoner 1284,85 zł.

## Administratieve plaatsen (sołectwo)
Buszkowo, Buszkowo-Parcele, Celinowo, Czartowo, Czartówek, Dąb, Dzierżysław, Gawrony, Goplana, Kobylanki, Lisewo, Łuszczewo, Mielnica Duża, Mniszki, Paniewo, Pilich, Popielewo (sołectwa: Popielewo I en Popielewo II), Radwańczewo, Rakowo, Skulsk, Skulska Wieś

## Aangrenzende gemeenten
Jeziora Wielkie, Kruszwica, Piotrków Kujawski, Ślesin, Wierzbinek, Wilczyn